# Tristan Otto

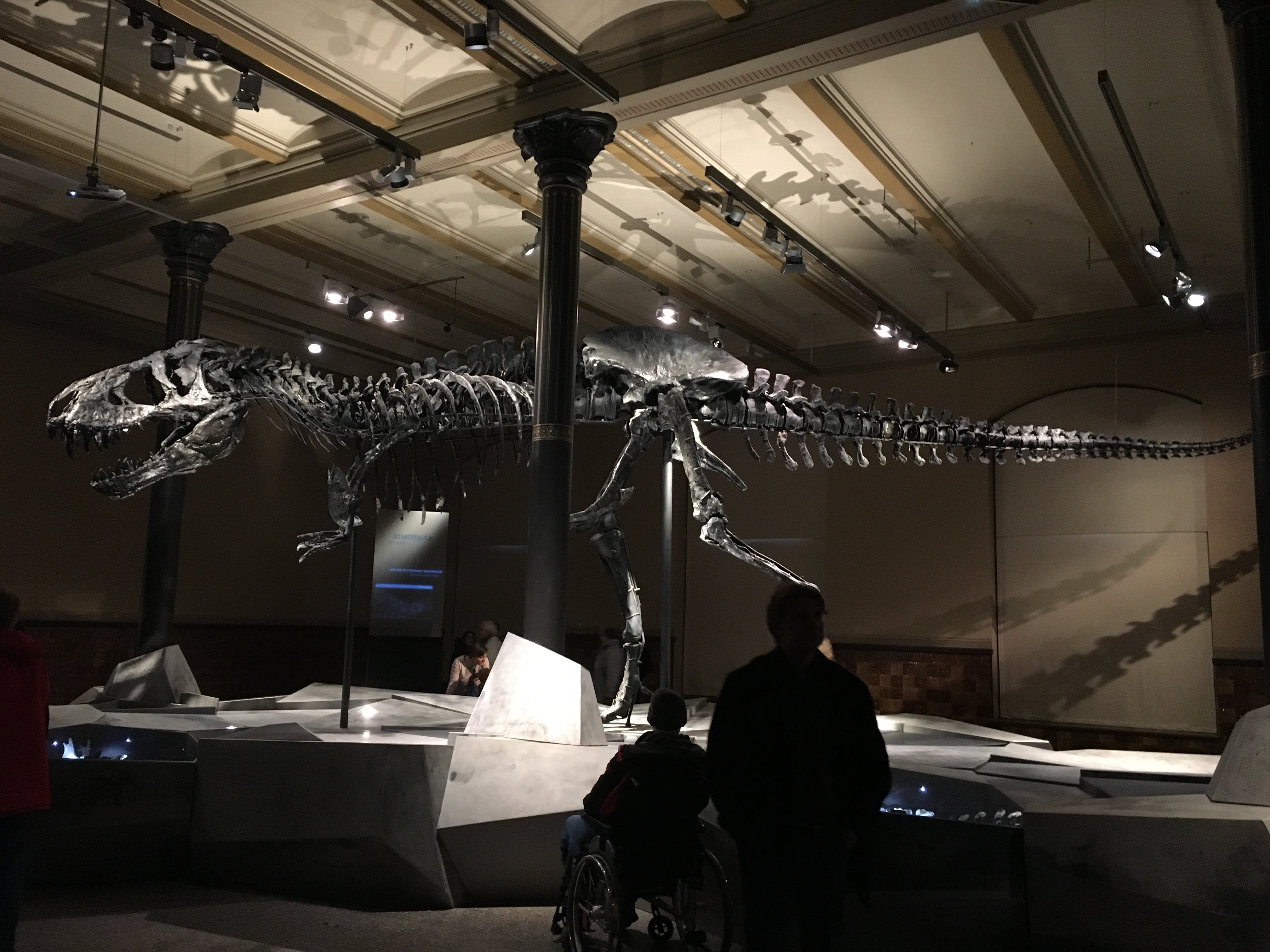
„Tristan Otto“

„Tristan Otto“, auch nur „Tristan“, wird das Skelett eines Tyrannosaurus rex genannt, das 2012 im US-Bundesstaat Montana entdeckt und ausgegraben wurde. Das inzwischen im Naturkundemuseum Berlin ausgestellte Exemplar ist eines der besterhaltenen weltweit, insbesondere der zu 98 Prozent erhaltene Schädel ist der bisher vollständigste Fund dieser Art. Tristan Otto war das erste Originalskelett eines Tyrannosaurus rex (kurz T-Rex), das in Europa gezeigt werden konnte. Seit September 2016 ist in den Niederlanden ein weiteres Originalskelett, das „Trix“ genannt wird, im Naturalis dauerhaft ausgestellt.

## Leben

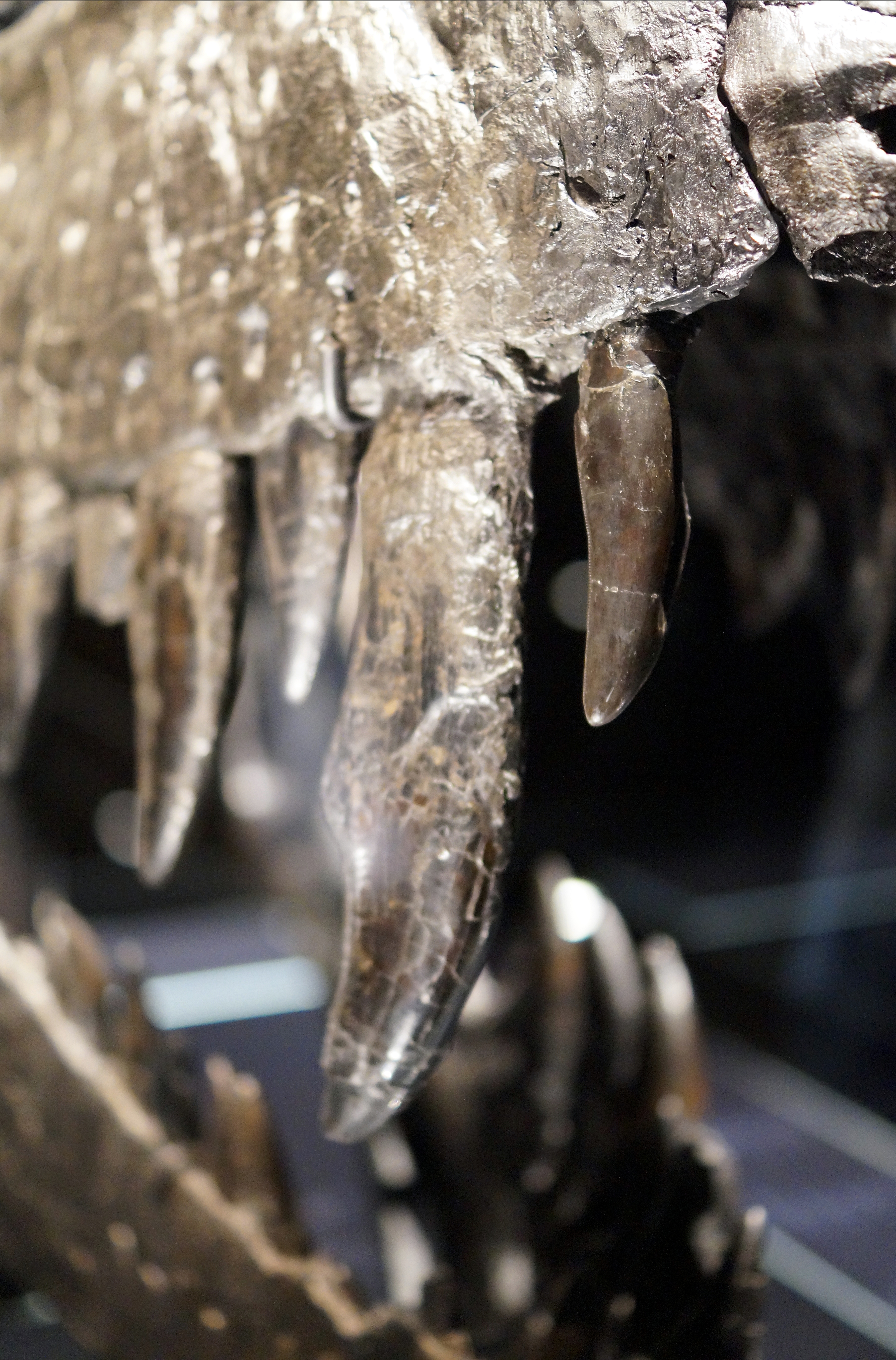
Der überlange Zahn

Das Skelett von Tristan Otto besteht aus 300 Elementen, 170 davon sind originale Fossilien. Trotz des weit zurückliegenden Lebenszeitraums gibt es einzelne Anhaltspunkte, die den Paläozoologen Aufschluss über das Leben Tristan Ottos geben. So offenbarten Untersuchungen der Knochen neben verheilten Verletzungen auch einen Tumor im Unterkiefer und Anomalien der Zahnwurzeln – vermutlich hatte er starke Zahnschmerzen, verursacht von einem überlangen Zahn. Im Gegensatz zu den benachbarten Zähnen fiel er bei den periodischen Wechseln der abgenutzten Zähne nicht aus; der nachschiebende Zahn blieb dahinter und dürfte schmerzhaften Druck auf den Kieferknochen ausgeübt haben.

## Entdeckung, Verbleib, Namensgebung
Die Fossilien wurden 2012 in Montana in der Hell-Creek-Formation auf einem Privatgrundstück entdeckt. Die Region ist bekannt für ihre zahlreichen Dinosaurierknochen und ihre Formationen aus der späten Kreidezeit.
Die dänischstämmigen Mäzene Niels Nielsen, ein Londoner Investmentbanker, und sein Kompagnon Jens Peter Jensen kauften die ausgegrabenen Knochen und überließen sie im Juli 2015 für drei Jahre dem Museum für Naturkunde in Berlin mit der Auflage weiterer wissenschaftlicher Untersuchungen.
Das aus den gefundenen Fossilien rekonstruierte Dinosaurierskelett wurde anstelle eines Vorgänger-Dinos in einer Nebenhalle des zentralen Lichthofes aufgestellt und erhielt den Namen Tristan Otto nach den Vornamen der Söhne der beiden Mäzene.

## Das Skelett in Deutschland

Rundumansicht des originalen Schädels in einer separaten Vitrine

Bei der Einfuhr nach Deutschland erhob der Zoll anfangs eine Gebühr von mehreren hunderttausend Euro, da der Schädel als Handelsobjekt und nicht als Kultur- und Wissenschaftsobjekt eingestuft wurde. Davon wurde dann aber Abstand genommen.
Das Skelett traf am 14. November 2015 in Berlin ein und musste binnen eines Monats aufgebaut werden. Da der originale Schädel mit seiner Masse von 180 kg für die Installation am Skelett zu schwer gewesen wäre, wurde er im 3D-Labor der Technischen Universität Berlin mittels Computertomographie digitalisiert, um nach einer umfangreichen Datenbearbeitung eine Schädelkopie in mehreren Einzelteilen sintern zu können. Die wesentlich leichtere Kopie ersetzt am Skelett den Originalschädel, der in einer separaten Vitrine ausgestellt und somit auch jederzeit für die laufenden wissenschaftlichen Untersuchungen besser zugänglich ist. Der T. rex bekam im Dezember 2015 in der Nebenhalle des zentralen Lichthofes seinen Platz, ein früher an dieser Stelle gezeigter Dinosaurier musste weichen. 
Im Sommer 2015 fand im Grabungsbett des Fossils eine Prospektion statt, die Hinweise auf die botanische Umwelt des Dinosauriers finden sollte. Außerdem war zu klären, ob sich später weitere Grabungen lohnen würden.

## Auf Reisen
Ursprünglich sollte das Skelett im Frühjahr 2019 nach Kopenhagen überführt und im dortigen Naturkundemuseum ausgestellt werden, der Umzug verzögerte sich jedoch um ein Jahr. In Berlin musste es für seine Reise in Einzelteile zerlegt und sorgfältig verpackt werden. Ab Juni 2020 war Tristan Otto dann im Naturkundemuseum Kopenhagen zu sehen und konnte dort auch im Jahr 2021 bleiben. Das Besucherinteresse an der Ausstellung König der Dinosaurier war trotz Auflagen in der Corona-Pandemie sehr groß, von mehr als 100.000 Personen wird berichtet. Durch die Pandemie verzögerte sich die Rückreise nach Berlin.

## Zurück in Berlin
Seit August 2022 befindet sich Tristan Otto im Rahmen einer neuen Ausstellung wieder im Museum für Naturkunde in Berlin. Anlässlich der Wiederaufstellung beschlossen die Fachleute eine andere Haltung des Dinos, die seinen damaligen Bewegungen und seiner Umwelt besser entspricht.

## Zahlenangaben zum Skelett in seiner rekonstruierten Pose

Das 12 m lange Skelett von Tristan Otto im Berliner Museum für Naturkunde – ohne Skelettstützen und störende Säulen des Ausstellungsraums

| Parameter                               | Wert                                     |
| --------------------------------------- | ---------------------------------------- |
| Alter des Fossils                       | ca. 66 Millionen Jahre                   |
| geschätztes Lebensalter                 | 20 Jahre                                 |
| geschätzte Lebendmasse                  | 7 Tonnen                                 |
| Masse der fossilen Schädelknochen       | 180 kg                                   |
| Vollständigkeit (321 Teile = 100 %)     | 157 Originalteile = 48,9 %, Rest ergänzt |
| Länge des Skeletts über alles           | 12 m                                     |
| Höhe über alles (am Becken)             | 3,63 m                                   |
| Höhe über Schädeldecke                  | 3,31 m (stimmt nicht mit Foto überein)   |
| Höhe unter dem offenen Unterkiefer      | 1,95 m                                   |
| geringste Höhe unter dem Brustkorb      | 1,51 m                                   |
| Höhe unter dem Schambein                | 1,45 m                                   |
| geringste Höhe unter dem Schwanzskelett | 2,76 m                                   |
| maximale Höhe über dem Schwanzskelett   | 3,41 m                                   |